# Grad Xhofleer
Gerard (Grad) Xhofleer (Nijmegen, 23 februari 1968) is een Nederlands voormalig profvoetballer en huidig voetbaltrainer.

## Spelersloopbaan
De verdediger werd opgeleid aan de N.E.C.-voetbalschool, waar hij werd gezien als groot talent. Hij brak echter nooit echt door; tussen 1986 en 1989 speelde hij slechts twaalf competitiewedstrijden waarin hij eenmaal doel trof.
In 1989 ging hij bij amateurclub RKVV Nijmeegse Boys spelen. In 1990 werd hij weer prof toen hij bij Helmond Sport ging voetballen.

### Profstatistieken
| Seizoen | Club          | Land      | Competitie     | Wedstrijden | Doelpunten |
| ------- | ------------- | --------- | -------------- | ----------- | ---------- |
| 1986/87 | N.E.C.        | Nederland | Eerste divisie | 10          | 1          |
| 1987/88 | N.E.C.        | Nederland | Eerste divisie | 1           | 0          |
| 1988/89 | N.E.C.        | Nederland | Eerste divisie | 1           | 0          |
| 1990/91 | Helmond Sport | Nederland | Eerste divisie | 25          | 0          |
| 1991/92 | Helmond Sport | Nederland | Eerste divisie | 1           | 0          |
| 1992/93 | Helmond Sport | Nederland | Eerste divisie | 27          | 1          |
| 1993/94 | N.E.C.        | Nederland | Eerste divisie | 0           | 0          |
| Totaal  | Totaal        | Totaal    | Totaal         | 65          | 2          |

## Trainersloopbaan
Na zijn spelersloopbaan trainde hij in het amateurvoetbal en was ook actief als jeugdtrainer bij VVV. Hij trainde VV VOS (1999-2004), TSC '04 (2004-2007), was technisch directeur bij VOS (2007-2009), trainer bij Quick Boys '31 (2009-2010) en keerde in 2010 terug bij TSC '04. Nadien was hij nog hoofdtrainer van GFC '33 uit Grubbenvorst (2014-2017), SC Irene (2017-2019) en vanaf 2019 bij IVO Velden. Daar sloot hij in 2022 ook zijn trainersloopbaan af. Twee jaar later maakte hij zijn rentree als trainer bij IVO.